# Danny Acosta
Danilo Israel Acosta Martínez (San Pedro Sula, Cortés, 17 de noviembre de 1997), conocido deportivamente como Danny Acosta, es un futbolista hondureño nacionalizado estadounidense. Juega de defensa.

## Trayectoria
Luego de pasar por la academia del Real Salt Lake en Arizona, y el equipo filial del club el Real Monarchs de la United Soccer League, Acosta fichó como jugador de cantera por el primer equipo de Salt Lake el 29 de diciembre de 2015.
El 28 de diciembre de 2018, Acosta se fue a préstamo al Orlando City SC por toda la temporada.
EL 7 de enero de 2022, fichó por el Orange County SC de la USL Championship.

### Clubes
| Club                   | País           | Año       |
| ---------------------- | -------------- | --------- |
| Real Monarchs          | Estados Unidos | 2015      |
| Real Salt Lake         | Estados Unidos | 2016-2019 |
| Real Monarchs (cesión) | Estados Unidos | 2016-2018 |
| Orlando City (cesión)  | Estados Unidos | 2019      |
| Los Angeles Galaxy     | Estados Unidos | 2020-2021 |
| Orange County SC       | Estados Unidos | 2022-2023 |

## Selección  nacional

### Estados Unidos
Acosta fue seleccionado para jugar a la selección de Estados Unidos sub-18  en octubre de 2014, pero no debutó.
Acosta ganó el Campeonato Sub-20 de la Concacaf de 2017 con la selección de Estados Unidos sub-20, y jugó la Copa Mundial de Fútbol Sub-20 de 2017  en Corea del Sur.

### Honduras
Acosta fue convocado por la selección de Honduras para participar en la Copa de Oro de la Concacaf 2019. Sin embargo, dejó el torneo antes del segundo partido ya que se negó a firmar el pacto de fidelidad para representar a Honduras a nivel internacional y dejó la concentración.
El 24 de agosto de 2022 luego de haber firmado el pacto de fidelidad es convocado por Fabián Coito para jugar la Eliminatoria a Catar 2022 en la fecha FIFA de Septiembre ante Canada, El Salvador y Estados Unidos.
Hizo su debut con la selección absoluta de Honduras el 5 de septiembre de 2022 en el partido para la eliminatoria al mundial de 2022, ante El Salvador, partido que terminó 0-0 en suelo salvadoreño, donde jugó los 90 minutos.

## Estadísticas

### Clubes
Actualizado al último partido disputado el 28 de diciembre de 2018.
| Real Monarchs Estados Unidos                 |               |               |   |   |   |   |   |   |   |    |   |   |
| 2.ª                                          | 2015          | 3             | 0 | 2 | 0 | - | - | - | - | 5  | 0 |   |
| Real Monarchs (cesión) Estados Unidos        |               |               |   |   |   |   |   |   |   |    |   |   |
| 2.ª                                          | 2016          | 18            | 0 | 0 | 0 | - | - | - | - | 18 | 0 |   |
| 2.ª                                          | 2018          | 5             | 0 | 0 | 0 | - | - | - | - | 5  | 0 |   |
| Total club                                   | Total club    | 26            | 0 | 2 | 0 | 0 | 0 | 0 | 0 | 28 | 0 |   |
| Real Salt Lake Estados Unidos                |               |               |   |   |   |   |   |   |   |    |   |   |
| 1.ª                                          | 2016          | 0             | 0 | 0 | 0 | - | - | - | - | 0  | 0 |   |
| 1.ª                                          | 2017          | 17            | 0 | 0 | 0 | - | - | - | - | 17 | 0 |   |
| 1.ª                                          | 2018          | 12            | 0 | 0 | 0 | - | - | - | - | 12 | 0 |   |
| Total club                                   | Total club    | 29            | 0 | 0 | 0 | 0 | 0 | 0 | 0 | 29 | 0 |   |
| Orlando City (cesión) Estados Unidos         |               |               |   |   |   |   |   |   |   |    |   |   |
| 1.ª                                          | 2019          | 0             | 0 | 0 | 0 | 0 | 0 | 0 | 0 | 0  | 0 |   |
| Total club                                   | Total club    | 0             | 0 | 0 | 0 | 0 | 0 | 0 | 0 | 0  | 0 |   |
| Total carrera                                | Total carrera | Total carrera | 0 | 0 | 0 | 0 | 0 | 0 | 0 | 0  | 0 | 0 |
| (1) Incluye datos de la U.S. Open Cup (2015) |               |               |   |   |   |   |   |   |   |    |   |   |

### Selección nacional
| Selección             | Temporada     | Encuentros | Encuentros |
| Selección             | Temporada     | Part.      | Goles      |
| --------------------- | ------------- | ---------- | ---------- |
| Sub-20 Estados Unidos | 2016          | 5          | 1          |
| Sub-20 Estados Unidos | 2017          | 11         | 0          |
| Sub-20 Estados Unidos | Total         | 16         | 1          |
| Total carrera         | Total carrera | 16         |            |

| Selección         | Temporada     | Encuentros | Encuentros |
| Selección         | Temporada     | Part.      | Goles      |
| ----------------- | ------------- | ---------- | ---------- |
| Absoluta Honduras | 2021          | 2          | 0          |
| Absoluta Honduras |               |            |            |
| Absoluta Honduras | Total         | 2          | 0          |
| Total carrera     | Total carrera | 2          | 0          |

#### Partidos internacionales
| 1. | 5 de septiembre de 2021 | Estadio Cuscatlán, San Salvador, El Salvador | El Salvador | 0–0 | Honduras |  | Eliminatorias Catar 2022 |
| 2. | 10 de octubre de 2021   | Estadio Azteca, Ciudad de México, México     | Mexico      | 3–0 | Honduras |  | Eliminatorias Catar 2022 |